# 天園二
波江座χ，又名CP-52 241，HD 11937、SAO 232573、HR 566，是波江座的一颗恒星，视星等为3.7，位于銀經280.88，銀緯-62.67，其B1900.0坐标为赤經1h 52m 4s，赤緯-52° -62.67′ 23″。